# Moleca
Les mołeche (en dialecte vénitien : moeche, prononcé /mo'eke/) et les masanete sont des crabes verts en mue de la lagune vénitienne. Ces préparations sont inscrits comme des produits agroalimentaires traditionnels de Vénétie.

## Plat

### Étymologie
Le moleca, au pluriel moleche, signifie le crabe vert présent dans la lagune vénitienne en phase post-exuviale. La spécificité de cette recette réside dans le fait que le crabe possède une carapace « molle ». En dialecte vénitien, moléca signifie « mou ».
Les masanete sont les femelles. Une variante, les « masanete col coral », renvoie aux femelles qui portent des œufs.

### Pêche
Pour pouvoir récupérer des crabes qui viennent de muer, la pêche de ce crabe ne peut pas s'étaler tout au long de l'année mais s'effectue au printemps (avril et mai) et en automne (octobre et novembre), en même temps que la mue des crabes,. Les crabes sont sélectionnés en fonction de traits spécifiques qui indiquent qu'ils sont en train de muer. Ce savoir faire demande de l'expérience et plusieurs années de pratique.
Pour les « masanete col coral », les femelles avec des œufs et une carapace dure, la période de pêche a lieu lors de la phase de reproduction en septembre.
La coopérative San Marco regroupe plusieurs pêcheurs dans le Nord de la lagune qui pratique toujours la pêche aux moeche et participent à la transmission et à la mise en valeur des techniques de pêches.

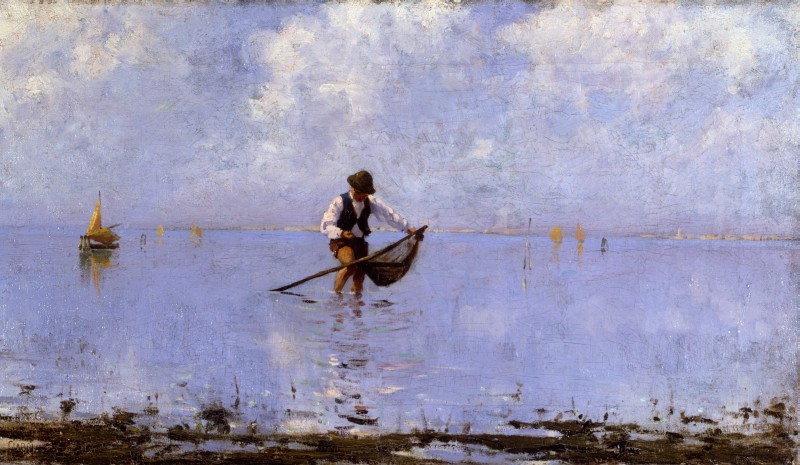
Pêcheur dans la lagune de Venise par Guglielmo Ciardi, vers 1888.

### Préparation
Les moleche sont généralement cuits vivantes. Les crabes sont soit préparés avec une entaille dans le dos pour faire sortir l'eau, soit mis une nuit dans un réfrigérateur avec des œufs battus afin qu'ils en incorporent le maximum avant la préparation où ils sont roulés dans la farine puis fris. La préparation du plat doit avoir lieu alors que le crabe est frais étant donné qu'il se conserve très mal avec l'absence de sa carapace.
Les masenete sont préparées dans de l'eau bouillante et accompagnées d'ail, d'huile, et de persil.

## Culture

Lion de Saint-Marc in moleca.

Historiquement, le terme moleca signifie la représentation « en crabe » du Lion de saint Marc, où il prend cette forme notamment sur les sceaux de la république Sérénissime.
La première mention de l'attrait des habitants de la lagune pour les crabes en phase d'exuviation est mentionnée sommairement par Andrea Calmo au XVIe siècle puis, avec plus de précision par Giuseppe Olivi dans son Zoologia Adriatica, ossia Catalogo ragionato degli animali del golfo e delle lagune di Venezia de 1792 où il utilise les connaissances des pêcheurs pour étudier le phénomène de la mue des crabes dans la lagune. De nos jours, la recette de la moleca a été présentée dans le projet de l'arche du goût dans le mouvement Slow Food.
La pollution de la lagune de Venise menace l'existence de ce crabe.
Cette préparation est assez rare et le prix élevé (de 40 à plus de 80€/kilo) et est servi dans les grands restaurants comme le Caffè Quadri sur la place Saint-Marc. Cependant, le plat est historiquement lié à la lagune vénitienne, il était autrefois considéré comme un plat des couches sociales inférieures à l'instar des homards,.